# Fantasía heroica
La fantasía heroica o fantasía épica es un subgénero del género fantástico, principalmente de la literatura, y también presente en la historieta, el cine fantástico y los juegos de rol, caracterizado por la presencia de seres mitológicos o fantásticos, la ambientación ficticia de carácter medieval, antiguo, indefinido o, en cualquier caso, sobre la base de sociedades tecnológicamente atrasadas, y un fuerte componente mágico y épico. Se diferencia del relato fantástico en que los elementos claramente ficticios y los posibles o reales armonizan entre sí, no creando tensiones, sino siendo unos continuaciones coherentes de los otros. El género está mal asociado a la ciencia ficción, ya que posee rasgos muy distintos, debido a la denominación inicial de science fantasy, pronto sustituida por fantasía heroica, intercambiable en la mayoría de los casos por el de «espada y brujería», inventado por Fritz Leiber en 1966. En una introducción a un libro de Conan se dio una definición que, aunque deja fuera los avances y las tramas de finales del siglo pasado y del presente, da una idea de cómo tuvo su origen:

Se trata de un tipo de relato fantástico cuya acción transcurre en un mundo imaginario -a veces nuestro planeta como en otros tiempos se supuso que era o como acaso sea en un futuro remoto, a veces otro universo u otra dimensión- donde la magia es eficaz y todos los hombres son poderosos, todas las mujeres bellas, todos los problemas simples y todas las vidas aventureras.
De la cita original / De la traducción

Una característica común a gran parte de las obras de fantasía épica contemporánea es que los protagonistas llevan una vida convencional hasta que imprevisiblemente una anomalía cambia sus vidas por completo; convertido en héroe, lucha contra todo tipo de adversidades. Esta característica suele estar presente en la fantasía en general, y tiene su origen en la literatura islandesa y escandinava, donde los protagonistas son casi siempre precoces, niños o adolescentes, diferentes a los demás en algunas características, que para probar sus capacidades emprenden largos viajes donde encuentran aventuras y desventuras y se dan con objetos mágicos y guerras.
Actualmente se habla generalizando de literatura fantástica o fantasía moderna para referirse la fantasía épica, pero esta denominación es errónea, ya que existen obras, escritas y visuales, que aun siendo fantásticas difícilmente se considerarían épicas, estando más cercanas al realismo fantástico. Ejemplos de este error serían ciertos relatos de Julio Cortázar o Jorge Luis Borges, obras de género fantástico pero no del subgénero épico. En los casos en que el tono fantástico se revela en algún momento o al final, mostrándose claramente irreal, tampoco podemos hablar de fantasía épica, pues parafraseando a Cortázar:

Sólo la alteración momentánea dentro de la regularidad delata lo fantástico, pero es necesario que lo excepcional pase también a ser regla sin desplazar las estructuras ordinarias en las cuales se ha insertado.
J. Cortázar

## Origen e historia

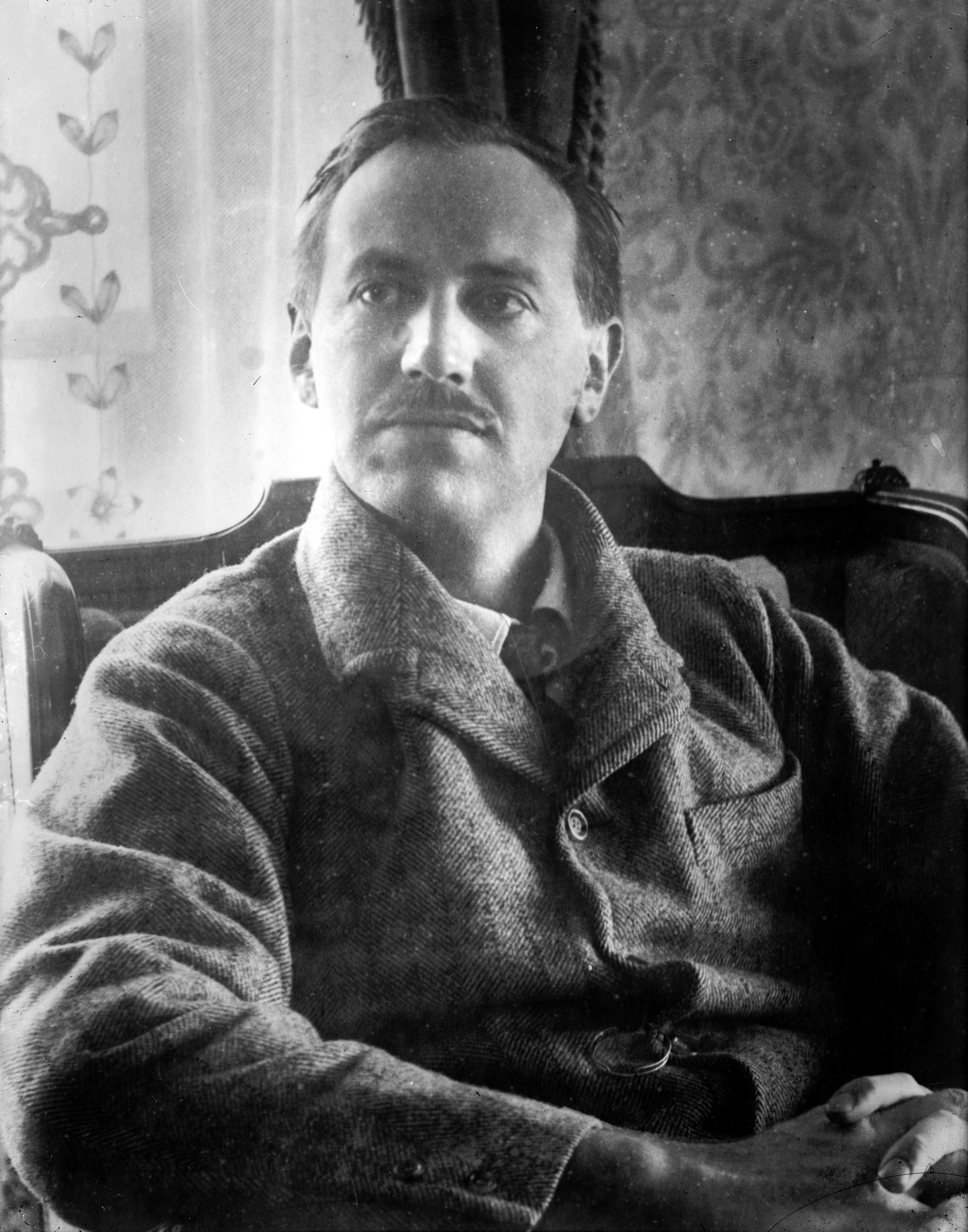
Lord Dunsany, uno de los pioneros más famosos del género.

Daniel Suárez Pérez, al hablar del origen y las influencias del género, dice textualmente:

La Fantasía Heroica o Fantasía Épica tiene su origen en la literatura del mismo nombre, de la que ya pueden encontrarse referentes en la literatura épica de la Antigüedad, que asimila elementos de los libros de caballerías, principalmente los del ciclo artúrico de leyendas británicas, y que recibe también la influencia de las Sagas Nórdicas y Germánicas y de la mitología árabe, desembocando a finales del siglo XIX en lo que hoy conocemos como fantasía épica.

Por otro lado, el nombre del género lo inventó Fritz Leiber, quien a su vez puede considerarse uno de sus fundadores.

### Antecedentes
Este tipo de literatura cumple la premisa de que tanto quien lo escribe como quien lo lee sabe que los sucesos narrados son ficción. De este modo, aunque encontramos literatura aparentemente de este tipo en obras como el poema de Gilgamesh o la Odisea, no se consideran fantasía épica sino épica, ya que los elementos mitológicos o mágicos, como Anu o Istar en el primero o Zeus en el segundo, eran en sus respectivas épocas parte de sendas religiones.
Esta premisa se cumple de forma demostrable por primera vez en el siglo XIII en París, Francia, cuando un autor francés publica una versión de las leyendas artúricas inglesas. De aquí nace la tradición de los libros de caballerías, de los cuales varios contienen los elementos necesarios para formar parte del género que se trata. Un desarrollo posterior, influenciado por la literatura nórdica y germánica, como las sagas, en las que abundan países reales e inventados y conquistas, y la mitología árabe, que introduce durante la Edad Media los dragones, los demonios y otros monstruos en la tradición europea, terminan conformando a finales del siglo XIX lo que se puede llamar sin género de duda fantasía épica.

### Formación del género
La formación del género fantástico debe mucho a los antecedentes mencionados, sin embargo para hablar del proceso formativo del género es necesario remontarse a la aparición de William Morris y la publicación, en un principio de sus romances fantásticos y sus novelas utópicas las cuales compartían un tono épico y un alegato por el estilo de vida ecológico y visiones políticas influidas por la teoría socialista y anarquista de mediados del siglo XIX. Se le debe a Morris el primer intento de modernizar el género fantástico de la misma manera que en ese momento sucedía con la literatura de terror y posteriormente la ciencia ficción. Aparecen por tanto novelas cortas como La reina campesina (1856), La casa de los lirios (1856), así como las novelas La estirpe de los lobos (1889), The roots of the Mountains (1889), La historia de la llanura esplendente (1890), El bosque del fin del mundo (1894), La fuente del fin del mundo (1896) y Las aguas de las Isla Encantadas (1897). Dichas novelas advierten las posibilidades de la literatura fantástica como género independiente y el papel del autor como creador y guía de estos mundos. 
George MacDonald, contemporáneo de Morris y del cual podría decirse que fue su más directo competidor, también abordó el género fantástico desde un estilo mucho más alegórico que su contemporáneo, además de que el mundo fantástico siempre se manifiesta a través de lo que podría considerarse un pasaje en particular los sueños, aspectos estéticos que serían una gran influencia en otro autor como C. S. Lewis, el cual en homenaje escribió un ensayo sobre la figura del autor escocés. MacDonald, además, fue muy cercano con otro autor importante del género como es Lewis Carroll a quien influyó y ayudó para la composición de sus libros Las aventuras de Alicia en el país de las maravillas y A través del espejo y lo que Alicia encontró allí cuya fórmula de portal imita la concebida por MacDonald en libros como Fantastes (1858). Aparte de la ya mencionada, destacan sus novelas infantiles como Más allá del viento norte (1871) La Princesa y los trasgos (1872) y su continuación La Princesa y Curdie (1883), y su obra maestra de fantasía adulta Lilith (1895).
A finales del siglo XIX aparecen autores como H. Rider Haggard. Aunque más conocido por su clásico Las minas del rey Salomón, Haggard exploró el género épico fantástico y la literatura fantástica en general en muchas ocasiones. Cabe señalar su novela Eric Ojos Brillantes, publicada por primera vez en 1889 y poseedora de la mayor parte de los elementos del género. Esta novela reconstruye las aventuras de un vikingo, pero a la manera de las sagas, es decir, con gigantes, reyes y geografía ficticios, abundante épica y un ambiente idealizado y poco definido. Con todo esto se convierte no solo en una de las primeras novelas de fantasía épica sino en uno de sus hitos. Podría considerarse Eric Ojos Brillantes como una de las primeras novelas de fantasía cuyo centro es el héroe que enfrenta un destino trágico del cual no podrá escapar, lo que serviría de antecedente para las posteriores incursiones de Poul Anderson, J. R. R. Tolkien y Michael Moorcock ya que todos beben de las mismas fuentes mitológicas.
Para inicios del siglo XX, la aparición de Lord Dunsany llevaría a la fantasía hacia otros rumbos. Principalmente las novelas de Dunsany se diferencian de las obras de sus antecesores al no contener elementos alegóricos ni tampoco servir a la exposición de planteamientos filosóficos ni morales. Dunsany crea mundos por la sencilla razón de que son posibles bajo la pluma del autor lo que sirve para mostrar los alcances de la literatura fantástica por sí misma. Se pueden observar ecos de Dunsany en las obras de Robert E. Howard, H. P. Lovecraft, J. R. R. Tolkien y Clark Ashton Smith. La cantidad de obras escritas por Dunsany son innumerables, pero destacando principalmente Los dioses de Pegāna (1905) y su continuación El tiempo y los dioses (1906), los cuales ofrecen un relato de la creación mitológica de un universo fantástico, antecediendo el Ciclo onírico de Lovecraft y El Silmarillion de Tolkien. Otra obra destacada es La fortaleza impenetrable, salvo que Sacnoth la ataque publicada como parte de los relatos del libro La espada de Welleran (1908) que contiene elementos clave del género de espada y brujería. 
Otros grandes pioneros del género, ya en el siglo XX pero aún dentro del contexto de formación del género actual, fueron Eric Rücker Eddison con La serpiente Uróboros, al ser el primer autor del género en basar su narración en aspectos verosímiles de la misma, los cuales hoy reciben el apelativo de worldbuilding o sub-creación de mundos como el mismo Tolkien la llamaba. Eddison destaca, además, debido a que su novela relata un enfrentamiento a gran escala y que involucra distintos personajes en la narración, lo cual, para la época, constituía una novedad.
Otras escritoras que destacan en esta época son Hope Mirrlees con su única novela fantástica Entrebrumas (1926), que destacaba por su manejo de la prosa poética y relatar una historia verosímil sin recurrir a los recursos literarios de Eddison. Podría incluso señalarse que ambos están en las antípodas y constituyen el punto de partida de los mundos fantásticos más consistentes. Mirrlees evoca una historia a escala personal con una mezcla entre lo mundano y fantástico, elemento que será primordial en las novelas de fantasía, mientras que Eddison ocupa todo en una escala mucho más elevada centrada en lo bélico.
James Brach Cabell con Jurgen (1921) adelanta aspectos de la fantasía cómica a través de una comedia satírica, estilo que posteriormente Terry Pratchett utilizará para elaborar su sátira del mismo género de fantasía con Mundodisco, mezclados con elementos de literatura posmoderna.
La fantasía épica del siglo XX en gran parte es fruto de obras y personajes de principios de siglo, como Conan el Cimmerio, La espada rota, El Señor de los Anillos o La historia interminable, cuya repercusión aún es palpable hoy en día. Algunas de las más antiguas, como Conan, nacen ligadas al fenómeno de las revistas pulp entre las dos guerras mundiales, como la famosa Weird Tales, fundada en 1922. Los valores de estas obras, basados en la lucha del gran héroe contra el gran villano, la magia todopoderosa y las grandes batallas, empiezan a superarse en la década de 1990. Aquí estos estereotipos se rompen, y se empieza a deshacer la marcada dualidad entre el Bien y el Mal. También aparece un mayor componente de intriga o desarrollo social en algunas obras, que desplaza el contenido épico sin que este deje de ser la base fundamental.

### Fantasía épica/heroica actual
Actualmente existen dos corrientes. Ciertas obras tratan de ambientarse en un mundo pseudomedieval, intentando para ello sentar bases narrativas realistas, con explicaciones detalladas de índole histórico o social que expliquen, incluso científicamente, cada uno de los lugares y situaciones. Otras obras huyen de esta relativa realidad para crear mundos sostenidos por la imaginación y la magia, con situaciones del todo surrealistas y una preocupación posmoderna de la realidad. Prácticamente todas las obras actuales siguen el influjo de J. R. R. Tolkien, Robert E. Howard y los otros clásicos de principios del siglo XX. Son corrientes las comparaciones con estos autores y especialmente tras el éxito cinematográfico de la trilogía cinematográfica de El Señor de los Anillos. Para los propios autores supone un halago.

Me gustaría que siguieran comparando Canción de hielo y fuego con Tolkien cuando haya terminado la serie.

Es precisamente a causa de estas nuevas interpretaciones de las obras clásicas del género, del mayor uso de conocimientos históricos y de la aparición de autores no anglosajones, como Andrzej Sapkowski, que el género se está renovando. Las historias pasan a complejizarse, quizá por influencia del ciberpunk, con ambigüedades en los ideales y los personajes, las menciones a la magia más difusas; uno de los símbolos de la nueva fantasía es la importancia de la mujer y la aparición de la heroína. Además, el nuevo siglo promete ser fecundo en el género, pues como dice Teresa Colomer, aunque refiriéndose al género fantástico en general (recordemos que también incluye el relato fantástico, la ciencia ficción y la novela gótica, además de los híbridos entre ellos), «la fantasía está en auge y es cada vez más demandada, especialmente entre los jóvenes». Por otro lado, se refiere a la creciente influencia que este tipo de obras ejerce sobre los juegos de rol, y viceversa.

### Influencias
En resumen, las principales influencias que han configurado y posee el género en la actualidad son:
- La literatura épica de la Antigüedad.[2][10]
- Las sagas islandesas, noruegas, suecas y germanas.[2][10]
- La mitología árabe medieval.[10]
- Las leyendas artúricas.[2][10]
- Los cuentos fantásticos y góticos del siglo XIX.

## Características del género

### Ambientación

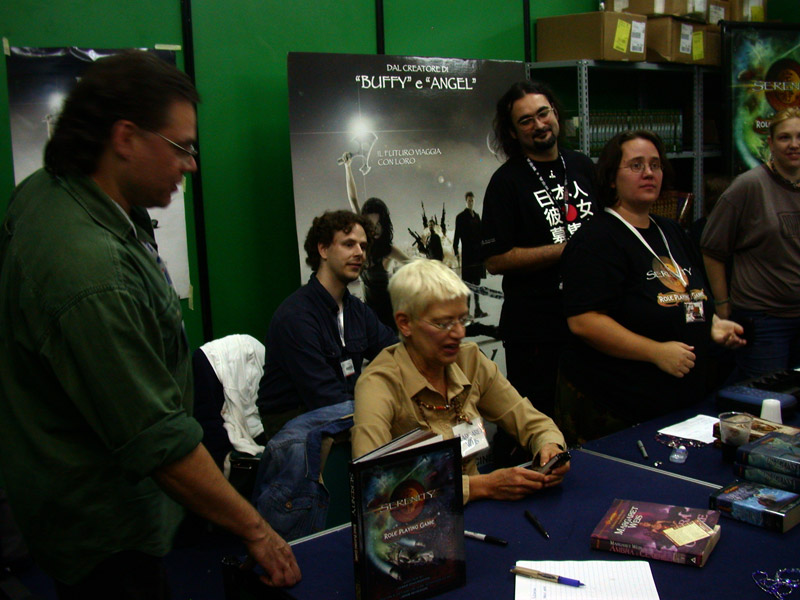
Margaret Weis durante la Convención de Cómics Lucca (Italia), en octubre de 2005.

Está popularmente aceptado que la época sobre la que se escriben los relatos de fantasía épica o fantasía heroica es la Edad Media, mostrando estructuras sociales feudales; esto no es siempre así. Cualquier época de la Historia o cualquiera creada sobre la sola imaginación sirve de ambientación, siempre que muestre un mundo tecnológicamente atrasado o del todo fantástico.
Haggard, en su obra Eric Ojos Dorados, imaginó el mundo ficticio recreado por las Sagas, de las cuales una parte narra hechos sucedidos en los siglos anteriores a Jesucristo, y parte en la Alta Edad Media. Robert Holdstock, en la saga El Códice de Merlín, imagina a través de los ojos de Jasón y Merlín la antigua Grecia y tiempos aún anteriores, mientras que el argumento en sí transcurre durante el apogeo celta, en la Edad Antigua. Howard, por su parte, se remonta a la Edad Oscura, mientras que otros libros se remontan al auge mesopotámico.
Esto no quiere decir que todas las ambientaciones estén basadas en épocas tan antiguas. Ciertos libros de Reinos Olvidados toman como referencia el Imperio español, así como la Saga de Chalion de Bujold, esto es, la Edad Moderna. Incluso, Margaret Weis y Tracy Hickman imaginaron en la tetralogía La espada de Joram un mundo en el que conviven las tecnologías futuristas con las prácticas mágicas. 
A veces la ambientación histórica hace que la novela pierda en fantasía y se convierta en otra cosa, sin que esto sea una regla. Casos destacables de una buena ambientación histórica en novelas de pura fantasía es la Saga del Brujo de Andrzej Sapkowski o Las nieblas de Avalón de Marion Zimmer Bradley.
En cualquier caso los mundos ideados en los libros de fantasía épica tienen un nivel de elaboración enorme, detallista hasta el punto en que quiera el autor, llegándose incluso a las costumbres y las vestimentas de cada lugar, y al curso de tal o cual río.

### Personajes
Es habitual que los protagonistas de estas novelas, estén pensados para adultos o para niños, sean adolescentes o jóvenes, incluso niños pequeños, caracterizados por una gran fuerza física, un gran valor ante el peligro, generosidad y vidas errantes. Como se mencionó más arriba este rasgo es propio de las sagas escandinavas e islandesas, que imaginaron a sus héroes con precocidad física e intelectual. Esta característica está presente en la inmensa mayoría de la literatura del género, desde clásicos como La Historia Interminable o Un mago de Terramar. 
Las excepciones son escasas, aunque notables. Destaca el cuidado de los personajes maduros en obras como Mundodisco o Canción de Hielo y Fuego.
Un buen ejemplo de la subsistencia del estereotipo nórdico lo tenemos en El bosque del fin del mundo, de 1892:

Sólo contaba veinticinco inviernos; de piel clara, cabello rubio, era alto y fuerte; más sabio de lo que suelen ser los jóvenes a esa edad; valiente y amable (...). En cualquier pelea, resultaba un enemigo peligroso y un fiel compañero de batallas.

Véase la semejanza con la siguiente descripción, extraída de la Egils saga einhenda ok Ásmundar berserkjabana (La saga de Egil el Manco y de Ásmund matador de Berserkers), del siglo XIII:

Se llamaba Ásmund. Era de gran corpulencia. Practicaba todas las destrezas, y cuando alcanzó los doce inviernos de edad parecía que era superior a todos los que allí había.

Se ha dicho arriba que en la década de 1990 el estereotipo comienza a cambiar, pasando del gran héroe a otra cosa, incluso al antihéroe. Los nuevos protagonistas son más cercanos a la realidad, con sus más y sus menos. Esta figura la ilustra muy bien Ana María Matute en Olvidado rey gudú:

Los hijos de Olar heredaron la extraordinaria fuerza física, los ojos grises, el áspero cabello rojinegro y la humillante cortedad de piernas de su padre (...). [Sikrosio] pronunciaba estrictamente las palabras precisas para hacerse entender, y no solía escuchar (...) a toda cháchara no relacionada con sus intereses (...). Amaba intensamente la vida -la suya, claro está- y procuraba sacarle todo el jugo y sustancia posibles.

Quizá una de las mayores riquezas que logra dar el género es el conjunto de profundos cambios que, gracias a las aventuras de los libros, modifican la psicología y la percepción de los personajes. Tanto buenos como malos, todo el elenco de personajes de los libros son consecuentes con las muchas fantasías que acontecen.

### Viajes
Desde las epopeyas sumerias y griegas los viajes han constituido un elemento indispensable para dotar de épica a las historias. Se trata de viajes fatigosos y accidentados, a veces erráticos, que los personajes deben superar a modo de travesías iniciáticas. Son propios de las obras de la Antigüedad, como La epopeya de Gilgamesh, La Odisea y La saga de los volsungos. Deudora de su legado, la fantasía contemporánea no suele prescindir de ellos. Es más, los libros tienden a comenzar con un viaje y a terminar cuando este concluye; si se trata de una saga, cada libro puede corresponder a un viaje diferente. Es el caso de las Crónicas de Belgarath, Historias de Terramar, Doneval o El Ciclo de la Puerta de la Muerte. De nuevo existen excepciones. En libros como El Círculo Clandestino la trama transcurre en una sola ciudad, en otros, en un solo castillo. Los libros en que no existen grandes viajes pueden considerarse un aparte, que desarrollan más el componente de intriga que el de aventuras.
Es tan grande la importancia de los viajes (componente de aventura) en los libros de este género, que muchos de ellos, por no decir la mayoría, llevan adjunto uno o varios mapas que muestran el mundo imaginado e incluso, a veces, los itinerarios.
Pueden distinguirse genéricamente dos tipos de viajes, deudores de la tradición épica:
- Hacia tierras potentosas, o de regreso a ellas.
- En búsqueda de un objeto o a causa de él.

### Batallas
Una segunda vía para desarrollar la épica son los combates, y para conocer su influencia hay que remontarse de nuevo a las obras de la épica y de ahí a las novelas de caballerías. Muchos autores han confiado y confían en la decisión de terminar sus historias con batallas espectaculares, que han ganado al género de sobrenombre de «espada y brujería», ya que las luchas son tanto físicas como mágicas. Ejemplos de finales apoteósicos no faltan: El despertar de los héroes, de Robert Jordan, El nombre del Único, de Weis y Hickman, El retorno del rey, de Tolkien, La hora del dragón, de Robert E. Howard...
Otros libros buscan la tranquilidad, las reflexiones y la moraleja, o simplemente la aventura y la diversión: La princesa prometida, los cuentos de El último deseo, etc. También existen historias largas en las que algunos de los libros sirven de enlace y se centran en descripciones o viajes, desplazando, anticipando o apartando los grandes combates: La Torre Blanca, La segunda generación, La forja.

### Criaturas fantásticas
La fantasía a menudo se refugia en el seno de mundos habitados por seres fantásticos o mitológicos, como hadas, trasgos o elfos. Buena parte de ellos se encuentran en la mitología germánica y escandinava, como el caso de los elfos. Otros no menos conocidos, como las arpías, provienen de los pueblos eslavos. Debemos a las leyendas asiáticas los dragones. Todo este amasijo de criaturas provenientes de la mitología e ideadas por los autores conviven en los libros del género. Sin embargo, y como en los anteriores apartados, esto no constituye ninguna regla absoluta. Muchas obras prescinden mayoritaria o totalmente de criaturas fantásticas, como Leyendas de los Otori, mientras que en otras son la base de la propia historia, por ejemplo, la trilogía El éxodo de los gnomos de Terry Pratchett.
De todas ellas, quizá las criaturas que aparecen con más asiduidad en el género sean los dragones, evidenciándose en los títulos de muchas obras: El último dragón, El Dragón Renacido, Los dragones, Los dominios del dragón, Dance with dragons, El retorno de los dragones, Los dragones de Krynn o Raisie: el dragón y la rosa, entre otros muchos.

### Magia
La magia es un recurso muy presente en este género, hasta el punto de que muchas obras se sustentan básicamente en ello. Es el caso de la trilogía Las crónicas de Nightshade o la tetralogía de Dragonlance La forja de un túnica negra. La magia es un recurso muy versátil, y se puede encontrar en muy diferentes estados. En algunas obras está en peligro de desaparición, mal vista o extinta, como en La espada de Joram, El Ciclo de la Puerta de la Muerte, en otras está resurgiendo, como en Canción de Hielo y Fuego. Algunas veces se evade del término magia y toma otras formas inventadas, creándose todo un vocabulario en torno a ella, en el caso de La Rueda del Tiempo.
La magia aparece de muy distintas maneras. Puede estar ligada a objetos como lanzas, libros, bolas de adivinación, capas o espadas, ser un saber ligado únicamente al poder de las palabras, ser algo inherente o genético, estar ligada a un poder superior y en cierto sentido abstracto o presentar de cualquier otra forma. Las posibilidades son tantas como la imaginación permita, ya que la magia en sí misma es un hecho imaginario. Del mismo modo los magos toman muy diferentes formas, cambiando con el tipo de magia y mientras que unas veces la magia debilita sus cuerpos, otras no tiene efectos adversos.
El cuidado con que el tema mágico está tratado en la fantasía épica se evidencia desde un primer momento. Son usuales las referencias a la magia, las órdenes mágicas, los hechizos y ritos inventados, las escuelas de hechicería e incluso las explicaciones racionales de la existencia de la propia magia en el mundo que se presenta, y cómo ésta es parte inherente y sustentativa de ese universo.
Íntimamente unidas a la magia están las profecías, que son tan importantes como la propia magia, y a veces más. Es habitual encontrarse con destinos que han de cumplirse o, más raramente, de impedirse. Por medio de este recurso se justifican misiones, relaciones personales o guerras.

### Realismo

Alfabeto Cirth desarrollado por Tolkien, ejemplo del detallismo y la complejidad ambiental en la fantasía épica.

Existe desde Tolkien una tendencia a convertir los mundos imaginarios en mundos reales, generalmente como forma de finalizar el argumento. Es conocida la lengua élfica inventada por el escritor, además de sus muchos apéndices, notas y listas. Más allá de mantener una coherencia narrativa, es un trabajo adicional y en muchas ocasiones arduo, que actúa de trasfondo a la historia y la enriquece. 
En muchas historias se opta por exponer en un libro o en parte de un libro una serie de documentación histórica, geográfica o social, totalmente ficticia, como es el caso de La forja. Otras veces los libros vienen acompañados por cuantiosas notas y apéndices, como el citado caso de El Señor de los Anillos o El Ciclo de la Puerta de la Muerte. También llegan a crearse libros y atlas específicos del mundo a tratar, que en ciertos casos se utilizan como complemento a los juegos de rol que acompañan a la historia. Ejemplos de este fenómeno son Dragonlance y La Rueda del Tiempo.
Por otra parte la coherencia que debe de tener una novela de fantasía épica en sí misma es tremenda, lo cual deviene en un tipo sutil de realismo, que ya advertía Borges del escritor decimonónico William Morris.

### Extensión
Dentro del campo editorial de los siglos XX y XXI cuesta encontrar libros independientes de sagas fantásticas. Existe una tendencia muy llamativa hacia la longitud, formándose sagas sobre el mismo tema. Este hecho recuerda a las aventuras de Amadís y otras muchas novelas de caballerías, en torno a finales del siglo XVI, cuyos escritores reutilizaban sus personajes y mundos. Más antiguas son las sagas del Norte, que muestran los mismos tópicos, aunque sin que éstos tengan que ser continuaciones de otros. Nuevamente se hallan grandes excepciones, como Maske: Taeria o El Ojo del Cazador.
Sucede que en varias ocasiones una serie de libros no es única, sino que hay varias series y libros independientes que giran en torno al mismo argumento o universo, en las que pueden colaborar varios autores. Este fenómeno lo encontramos en obras de principios del siglo XX como Conan, en las revistas de pulp fiction, extendiéndose muy ampliamente entre mediados de los años 1980 y mediados de los 1990, cuando aparecen las grandes macrosagas del género, como Dragonlance, Reinos Olvidados, Sol Oscuro, Mundodisco o Warhammer,  ligadas a los juegos de rol y a las nuevas posibilidades de jugabilidad de estos.

## Características del lector

### El lector adolescente
El género está fundamentalmente dirigido a lectores tanto niños como adultos. Teresa Colomer describe los rasgos del lector juvenil de la manera que sigue (téngase presente que los lectores adultos y las obras dirigidas a ellos no son objeto de su ensayo).
- Lector de literatura popular que busque evasión en mundos donde la sencillez narrativa posibilita que el lector pueda recrearse en ellos sin esfuerzo.
- Lector de género, que se toma a sí mismo como aficionado continuado de un género o subgénero concreto.
- Lector adolescente, debido a que las obras tienden a ocuparse de cuestiones psicológicas que aparecen con la pubertad, como conflictos familiares, primeros amores, timideces y maduraciones.

### El lector adulto
Centrándonos exclusivamente en el subgénero de la fantasía épica, encontramos que goza de poca respetabilidad entre los adultos. Según Jo-Ann Goodwin la explicación está en las malas críticas que hizo Alan Chedzoy en 1972, donde describía al lector medio de Tolkien, muy subjetivamente, como tímidos en las relaciones humanas, lectores exclusivamente de género, evasivos, matemáticos o científicos y ávidos aficionados a los crucigramas.

## Subgéneros
La fantasía épica se divide en varios subgéneros:
- Fantasía heroica: Como en las viejas epopeyas, el protagonista es un héroe que debe hacer frente a las fuerzas del mal, representadas por monstruos o personajes malignos,  y derrotarlas.
- Espada y brujería: El contenido de la obra está fuertemente ligado a la magia y a las batallas, sin que tengan apenas relevancia las sociedades o mundos mostrados y otros aspectos de la ambientación, atendiendo más a los clichés que a la novedad. Suelen llamarse así las obras que no llegan a la calidad de la alta fantasía.[3]
- Espada y planeta: Fantasía con cierto componente propio de la ciencia ficción de raíz estelar.
- Alta fantasía: Historias de gran calidad literaria, donde la ambientación, la crítica velada al mundo real y la profundidad psicológica de personajes y sociedades priman por encima del personaje individual, héroe o villano, y son, en realidad, la base del argumento. No están exentas, en ocasiones, de principios morales o filosóficos. Ese subgénero se asocia, por parte de algunos críticos, a la mayor profundidad creada con la entrada de escritoras y personajes femeninos en él.[3]
Otra definición de la Alta Fantasía es la hecha por Fritz Leiber, que basa el nombre en la preponderancia de la originalidad e imaginación del mundo frente a la realidad pseudohistórica del mismo, con lo cual la componente mágica tiene mucho más importancia. Sin embargo esta definición es antigua (1966) y sinónima de «espada y brujería»,[29] cuando se acababan de definir los estereotipos fantásticos y aún no había apenas obras que los profundizaran y rompieran.
- Fantasía oscura (del inglés dark fantasy): un subgénero de la fantasía heroica que puede estar más orientado tanto a la forma clásica de esta última como a la espada y brujería, pero que se caracteriza por tener elementos más propios del terror o de la demonología, a menudo con personajes centrales de un ambiguo alineamiento moral. Por ejemplo la saga de Elric de Melniboné, por el autor británico Michael Moorcock, suele citarse como un ejemplo claro de fantasía oscura. También este término ha sido utilizado para designar obras que no se relacionan con la fantasía heroica pero que tienen un marcado tono de terror, como las novelas de vampiros de Anne Rice.
- Ciclo artúrico: Relatos que cuentan una versión de las leyendas artúricas, incluyendo la magia y la épica, sin limitarse a una concepción totalmente realista tal y como pretenden mostrar las teorías actuales.

## Literatura

### Obras representativas
En este apartado se señalan una serie de obras definitorias de la edad en que se inscriben, siguiendo el desarrollo y las características del apartado "Origen e historia" de este artículo.

#### Formación del género, hasta 1935
Se agrupan en este apartado los relatos que produjeron el cambio definitivo a lo que hoy se denomina fantasía épica y fantasía heroica. Los siguientes escritores y novelas supieron fusionar las novelas de aventuras, la mitología, los cuentos de magia y la novela gótica, creando el género tal y como ha llegado, sin demasiadas variaciones, hasta nuestros días.
Aunque este tipo de literatura es predominantemente anglosajona, a principios del siglo XXI se produjo una explosión de autores españoles y latinoamericanos que han aportado su grano de arena al género.
- Beroaldo de Verville: Le moyen de Parvenir (1781).
- George McDonald: Fantasías (1859).
- George McDonald: La princesa y los trasgos (1871), serie.
- H. Rider Haggard: Eric Ojos Dorados (1889).
- William Morris: El bosque del fin del mundo (1894).
- William Morris: Las aguas de las islas encantadas (1897).
- Lord Dunsany: La espada de Welleran (1908).
- James Branch Cabell: Jurgen (1922).
- Eric Rücker Eddison: La Serpiente Uróboros (1922).
- Lord Dunsany: La hija del rey del país de los elfos (1924).
- Clark Ashton Smith: relatos sobre Hyperbórea y Zotique (1926-1935).

#### Primeros clásicos, entre los años 1930 y 1980-85
Entre las décadas de 1930 y 1970, con una interrupción editorial en torno a la Segunda Guerra Mundial se escriben las primeras novelas que se identifican claramente con la fantasía épica. Son clásicos y bestsellers, y su influencia ha sido muy amplia; puede decirse que en muchos casos han determinado el género tal y como lo conocemos. Se caracterizan por la creación de grandes mundos ficticios llenos de vida, leyendas y peculiaridades, que rodean y aportan consistencia a la trama principal. 
- Robert E. Howard: El reino oscuro y Los espejos de Tuzun Thune (1929), relatos sobre Kull de Atlantis.
- Robert E. Howard: El fénix en la espada (1932), y otros veinticuatro relatos además de la novela La hora del dragón, hasta 1936, sobre Conan el Bárbaro.
- Edgar Rice Burroughs: Saga de John Carter de Marte.
- Edgar Rice Burroughs: Saga de Carson Napier de Venus.
- Edgar Rice Burroughs: Saga de David Innes de Pellucidar.
- J. R. R. Tolkien: El hobbit  (1937).
- Fritz Leiber: serie de Fafhrd y el Ratonero Gris, a partir de 1939.
- C. S. Lewis: heptalogía de Las crónicas de Narnia (1951-1954).
- Poul Anderson: La espada rota (1954).
- J. R. R. Tolkien: El Señor de los Anillos (1954-1955).
- Michael Moorcock: serie de Las crónicas de Elric de Melniboné (1961).
- Lloyd Alexander: Crónicas de Prydain, entre 1964 y 1968.
- Anne McCaffrey: serie de Los jinetes de dragones de Pern, a partir de 1968.
- Ursula K. LeGuin: Un mago de Terramar (1968), Las tumbas de Atuan (1971), La costa más lejana (1972), Tehanu (1990), En el otro viento (2001), Cuentos de Terramar (2001).
- Roger Zelazny: serie de las Crónicas de Ámbar, a partir de 1970.
- Ana María Matute: con sus tres libros, La torre vigía (1971), Olvidado rey Gudú (1996) y Aranmanoth (2001).
- Stephen R. Donaldson: primera serie de las Crónicas de Thomas Covenant, el Incrédulo (1977).
- Michael Ende: La historia interminable (1979).
- Jack Vance: El jardín de Suldrun (1983), primera novela de la serie de Lyonesse.
- Angélica Gorodischer: Kalpa Imperial (1984)

#### Segundos clásicos y éxito de los juegos de rol, entre 1980-85 y 1995
Con la revolución de los juegos de rol en la década de 1980, la grabación de películas pertenecientes al género y la lectura de los clásicos de principios y mediados de siglo surgieron numerosas novelas. Se trataba muchas veces de franquicias, que siguen teniendo actualmente un público amplio. Sus primeras entregas, como es el caso de las Crónicas de la Dragonlance, se han convertido en clásicos, más allá de opiniones personales. Generalmente se trata de sagas que sucumben ante los estereotipos creados durante la formación del género. Actualmente se escriben aún muchas obras que se podrían englobar aquí, aunque cada vez se investigan más por otros derroteros. La mayoría de ellas pertenecen a grandes sagas o franquicias que nacieron en esta época, como las de Dragonlance o los Reinos Olvidados. Un caso aparte es Terry Pratchett, quien se sirve de estereotipos y clichés, para reírse de ellos y llevar la fantasía heroica por los derroteros del humor y el esperpento.
- Terry Pratchett: El color de la magia (1983), primera novela de la serie de Mundodisco (1983-2015).
- David Eddings: pentalogía de las Crónicas de Belgarath (1982-1984)
- Glen Cook: La Compañía Negra, primera Trilogía: Los Libros del Norte: La Primera Crónica (1984), Sombras Fluctuantes (1984), La Rosa Blanca (1985)
- Margaret Weis y Tracy Hickman: trilogía de las Crónicas de la Dragonlance (1984-), primeros libros de la serie de la Dragonlance.
- Margaret Weis y Tracy Hickman: La rosa del profeta (1989).
- Margaret Weis y Tracy Hickman: El ciclo de la puerta de la muerte (1990).
- Tad Williams: Añoranzas y Pesares (1980-1993).
- Robert Jordan: La rueda del tiempo (1990-2013).
- David Gemmell: Serie Drenai (1984-2004).
- R. A. Salvatore: trilogía de El elfo oscuro (1993-), primeros libros de la serie de los Reinos Olvidados.
- Terry Goodkind: serie de La espada de la verdad (1994-2006).

#### «Nueva Fantasía», desde 1996
Desde mediados de los años 1990 los autores de fantasía se han ido desprendiendo de los estereotipos literarios que venían imperando, tales como la clara diferencia entre el bien y el mal o los protagonistas perennemente fuertes y triunfadores. Se introducen la ambigüedad moral y el personaje de la heroína frente a la clara masculinidad anterior.
- Andrzej Sapkowski: serie de la Saga del Brujo (1993), que se suele incluir entre la «Nueva Fantasía» a pesar de haber aparecido en 1993.
- Robin Hobb: Trilogía de los Vatídico, Aprendiz de asesino (1995), Asesino real (1996), La búsqueda del asesino (1997)
- George R. R. Martin: serie de Canción de hielo y fuego: Juego de tronos (1996), Choque de reyes (1998), Tormenta de espadas (2000), Festín de cuervos (2005) y Danza de Dragones (2011).
- Patrick Rothfuss: serie de Crónica del asesino de reyes (2007): El nombre del viento (2007), El temor de un hombre sabio (2011).
- Liliana Bodoc: Trilogía De Los Confines: Los Días del Venado(2000), Los Días de la Sombra (2002), Los Días del Fuego (2006).
- Javier Negrete: Serie Tramorea: La espada de fuego (2003), El espíritu del mago (2005), El sueño de los dioses (2010).
- Christopher Paolini: saga de "El legado": "Eragon" (2003), "Eldest" (2005), "Brisingr" (2008), " Legado" (2011)
- Laura Gallego García: serie de Memorias de Idhún: La Resistencia (2004), Tríada (2005) y Panteón (2006).
- Steven Erikson: serie de Malaz: El Libro de los Caídos: Los jardines de la Luna (Gardens of the Moon) (1999), Las puertas de la Casa de la Muerte (Deadhouse Gates) (2000),  Memorias del hielo (Memories of Ice) (2001), La Casa de Cadenas (House of Chains) (2002). Mareas de medianoche (Midnight Tides) (2004),  Los cazahuesos (The Bonehunters)  (2006), La tempestad del segador (Reaper's Gale) (2007),  Toll the Hounds (2008), Dust of Dreams (2009),  The Crippled God (2011).
- Brandon Sanderson: Elantris (2005), El aliento de los dioses (2009). Serie de Nacidos de la bruma: El imperio final (2006), El pozo de la ascensión (2007),  El héroe de las eras (2008), Aleación de ley (2011). Serie de El archivo de las tormentas: El camino de los reyes (The Way of Kings) (2010), Palabras radiantes (Words of Radiance) (2014), Juramentada (oathbringer) (2017), El Ritmo de la Guerra (Rhythm of War) (2020)
- Brent Weeks: Trilogía El Ángel de la noche El camino de las sombras (The Way of Shadows, 2008), Al filo de las sombras (Shadow's Edge, 2008), Más allá de las sombras (Beyond the Shadows, 2008). Serie de El portador de la luz El Prisma negro (The Black Prism, 2010), La Daga de la Ceguera (The Blinding Knife, 2012), El Ojo Fragmentado (The Broken Eye, 2014), El Espejo de Sangre (The Blood Mirror, 2016).
- Verónica Murguía: Loba (Premio Gran Angular 2013).

## Cine
Las novelas pulp de Robert E. Howard fueron tomadas de punto de partida para la adaptación al cine de múltiples historias y personajes del escritor como Conan el Bárbaro (1982) —protagonizada por Arnold Schwarzenegger—, Red Sonja (1985) —protagonizada por Brigitte Nielsen— o Kull el Conquistador (1997) —protagonizada por Kevin Sorbo—.
El llamado género de espada y brujería, conocido también frecuentemente en inglés como sword and sandal (espada y sandalia), o «de bárbaros», generó títulos además del ya mencionado Conan el Bárbaro como El Señor de las bestias (1982) —protagonizada por Marc Singer—, Conan el Destructor (1984), la saga de Deathstalker. Otros ejemplos de fantasía heroica en el cine son Krull (1983), Willow (1988) o Dragonheart (1996).